# Johannes Aavik
Johannes Aavik (født 8. december 1880 i Randvere på Øsel, død 18. marts 1973 i eksil i Stockholm) var en estisk sprogforsker og forfatter.

## Biografi

### Barndom og uddannelse
Johannes Aavik blev født som søn af kommuneskriver Mihkel Aavik (1844–1909) og Ann Aavik (1849–1918). Han voksede op i Kuressaare, der er hovedbyen på Øsel. Fra 1898 til 1902 gik han på drengegymnasiet i Kuressaare. Efter studentereksamen studerede han sprog og sprogvidenskab ved Universitetet i Tartu (1902/03), på historisk-filologisk institut i Nisjin (1903–1905) og ved Helsingfors universitet (1906–1910).

### Sproglærer
Fra 1919 til 1926 arbejdede Aavik som sproglærer ved gymnasiet i Kuressaare; derefter i Tartu (1919-1922) og Jalta (1910-11). Han publicerede jævnligt i Tartu-avisen Postimees i årene 1912-1914. Fra 1926 til 1934 var Aavik lektor i estisk ved Universitetet i Tartu og lærer ved et gymnasium i Tartu. Fra 1933 til 1940 var han privatdocent ved Universitetet i Tartu. Fra 1934 var han også sprogreferent (overinspektør for skolene) i det estiske undervisnings- og socialministerium. I 1940-41 arbejdede han på et forlag i Tallinn. I Tallinn boede Aavik i bydelen Nõmme.

### Eksil
Efter den sovjetiske besættelse af Estland flygtede Aavik til Sverige i 1944. I Stockholm arbejdede han som arkivar. Fra 1945 til 1952 var han docent i estisk ved Stockholms universitet. Derudover arbejdede han som oversætter og udgav sprogvidenskabelige artikler.

## Sprogvidenskabsmand
Johannes Aavik hører til de vigtigste grundlæggere af det moderne estiske standardsprog. Centralt for Aavik var fornyelse af ordforrådet, morfologien og syntaksen. Han fremlagde sit sprogpolitiske program i 1912 i pamfletten Tuleviku Eesti-keel («Det estiske sprog i fremtiden»). Aavik indførte mange låneord fra finsk, og hans program kan karakteriseres som en drejning bort fra den tyske påvirkning, estisk var præget af, og i en mere finsk-ugrisk retning.

## Forfatter og oversætter
Aavik var også aktiv i den litterære bevægelse Noor-Eesti (Det unge Estland). Han var en nær ven af de estiske forfattere Friedebert Tuglas og Gustav Suits.
Johannes Aavik var oversætter af værker fra finsk, fransk, engelsk og russisk (bl.a. oversatte han værker af Aino Kallas, Juhani Aho, Guy de Maupassant, Paul Bourget, Edgar Allan Poe og Ivan Turgenjev.

## Vigtigste udgivelser
- Eesti kirjakeele täiendamise abinõudest (1905)
- Ruth (fortælling udgivet under pseudonymet J. Randvere, 1909)
- Keele kaunima kõlavuse poole I: Eesti Kirjandus 1912, S. 451-484
- Eesti rahvusliku suurteose keel (1914)
- Eesti kirjakeelse stiili arenemise järgud I: Noor-Eesti V, Tartu 1915, S. 216-229
- Eesti luule viletsused (1915)
- Keel ja kirjandus In: Sõna, Tartu 1918, S. 72-78.
- Uute sõnade sõnastik (neologistisk ordbog, 1919)
- Uute ja vähem tuntud sõnade sõnastik (ordbog, 1921)
- Puudused uuemas eesti luules (poetologi, 1922)
- Keeleuuenduse äärmised võimalused (1924)
- Kuidas suhtuda "Kalevipojale" (1933)
- Eesti õigekeelsuse õpik ja grammatika (ortografi og grammatikk, 1936)